# Lukas Allgäuer
Lukas Allgäuer (* 12. Juli 1994) ist ein österreichischer Fußballspieler.

## Karriere
Allgäuer begann seine Karriere beim SC Göfis. Zur Saison 2008/09 kam er in die AKA Vorarlberg. Nach vier Jahren in der Vorarlberger Akademie wechselte er zur Saison 2012/13 zu den drittklassigen Amateuren des SCR Altach. Im August 2012 debütierte er in der Regionalliga, als er am fünften Spieltag jener Saison gegen den FC Anif in der 39. Minute für Oguzhan Celik eingewechselt wurde. Bis Saisonende kam er zu 17 Einsätzen.
In der Saison 2013/14 kam er in allen 30 Spielen der Altacher Amateure zum Einsatz. Im Juli 2014 erzielte er bei einem 4:2-Sieg gegen den FC Bizau sein erstes Tor in der Regionalliga. In der Saison 2014/15 absolvierte er 28 Spiele, in denen er zwei Tore erzielte.
Zur Saison 2015/16 wechselte er zum FC Dornbirn 1913. In seiner ersten Saison bei Dornbirn absolvierte er 24 Regionalligaspiele. In der Saison 2016/17 kam er zu 18 Einsätzen. In der Saison 2017/18 absolvierte er 24 Spiele. Mit Dornbirn konnte er in der Saison 2018/19 Meister der Westliga werden und somit in die 2. Liga aufsteigen. In der Meistersaison kam er zu 20 Einsätzen, in denen er ein Tor erzielte.
Sein Debüt in der zweithöchsten Spielklasse gab er im Juli 2019, als er am ersten Spieltag der Saison 2019/20 gegen den SC Austria Lustenau von Beginn an spielte. Für Dornbirn kam er in zwei Jahren insgesamt zu 44 Zweitligaeinsätzen, in denen er ein Tor machte. Nach der Saison 2020/21 verließ er den Verein nach sechs Jahren und wechselte zum viertklassigen SC Göfis, bei dem er einst seine Karriere begonnen hatte.